# Szamostölgyes
Szamostölgyes falu Romániában, Máramaros megyében.

## Fekvése
Máramaros megyében, Nagysomkúttól nyugatra, Kővárhosszúfalutól délre fekvő település.

## Története
Szamostölgyes nevét 1405-ben említik először az oklevelek Twlges formában. 1424-ben nevét Thelges, 1475-ben pedig Thewlges alakokban írták.
A település a kővári uradalomhoz tartozott, és 1555-ig a Drágfiaké volt, de közben
1412-ben Pereczhey István és testvérei kapták meg királyi adománnyal.
1449-ben Pereczey István a maga birtokrészét Klára nevű testvére leányainak: Apáthi Kapoloch Zsuzsannának és Klárának hagyta.
A 18. század végén a Telekieké lett, s az övék maradt egészen az 1800-as évek közepéig.
A 20. század elején nagyobb birtokosa nem volt.
A trianoni békeszerződés előtt Szatmár megye nagysomkúti járásához tartozott.

## Nevezetességek
- Görögkatolikus temploma – 1893-ban épült.